# Стрибки у воду на літніх Олімпійських іграх 2020 — синхронний трамплін, 3 метри (чоловіки)
Змагання з синхронних стрибків у воду з триметрового трампліна серед чоловіків на літніх Олімпійських іграх 2020 відбулися 28 липня в Токійському центрі водних видів спорту. Це була 6-та поява цієї дисципліни на Олімпійських іграх. Її проводили на всіх Олімпіадах починаючи з 2000 року.

## Формат змагань
Змагання складаються з одного раунду. Кожна пара виконує по шість стрибків
Принаймні по одному з них має належати до п'яти різних груп (forward, back, reverse, inward, and twisting). Першим двом стрибкам дають фіксовану оцінку складності 2,0, незалежно від ступеня складності. Наступні стрибки мають свій ступінь складності в залежності від різних факторів. Згідно з методичним керівництвом FINA найскладніші стрибки мають оцінку 4,7, але учасники можуть спробувати і складніші стрибки. Колегія з одинадцяти суддів оцінює стрибки, 5 — синхронність і по 3 — індивідуальну оцінку кожного зі стрибунів. Для кожного стрибка кожен суддя дає оцінку від 0 до 10 балів, з кроком 0,5. Верхня і нижня оцінки синхронності, а також верхня і нижня оцінки для кожного зі стрибунів, відкидаються. Решта п'ять балів підсумовуються і множаться на ступінь складності і на коефіцієнт 3⁄5. Це і є оцінка стрибка. Підсумкова оцінка є сумою оцінок усіх шести стрибків.

## Розклад
Вказано Японський стандартний час (UTC+9)
| Дата     | Час   | Раунд |
| -------- | ----- | ----- |
| 28 липня | 15:00 | Фінал |

## Кваліфікація
Для участі в Олімпійських іграх відібралися пари, що посіли перші три місця на Чемпіонаті світу з водних видів спорту 2019. Японії, як країні-господарці, гарантовано місце. Ще чотири пари потрапили через Кубок світу FINA 2020. Стрибунам має бути принаймні 14 років на кінець 2020 року.

## Результати
| Місце | Стрибуни                        | Країна                           | Фінал     | Фінал     | Фінал     | Фінал     | Фінал     | Фінал     | Фінал  |
| Місце | Стрибуни                        | Країна                           | Стрибок 1 | Стрибок 2 | Стрибок 3 | Стрибок 4 | Стрибок 5 | Стрибок 6 | Очки   |
| ----- | ------------------------------- | -------------------------------- | --------- | --------- | --------- | --------- | --------- | --------- | ------ |
| 1     | Ван Чжун'юань Сє Сиї            | Китай (CHN)                      | 55.80     | 57.60     | 86.70     | 90.78     | 77.76     | 99.18     | 467.82 |
| 2     | Ендрю Капоб'янко Майкл Гіксон   | США (USA)                        | 49.20     | 49.80     | 83.64     | 86.10     | 86.70     | 88.92     | 444.36 |
| 3     | Патрік Гаусдінґ Ларс Рюдіґер    | Німеччина (GER)                  | 50.40     | 51.60     | 75.48     | 70.35     | 71.40     | 85.50     | 404.73 |
| 4     | Яель Кастільйо Хуан Селая       | Мексика (MEX)                    | 48.60     | 49.80     | 78.54     | 79.56     | 77.52     | 66.12     | 400.14 |
| 5     | Сьо Сакаї Кен Тераучі           | Японія (JPN)                     | 51.60     | 51.60     | 74.70     | 69.30     | 71.40     | 75.33     | 393.93 |
| 6     | Лоренцо Марсалья Джованні Точчі | Італія (ITA)                     | 49.20     | 49.20     | 73.47     | 80.58     | 67.26     | 68.34     | 388.05 |
| 7     | Джек Лафер Даніель Гудфеллоу    | Велика Британія (GBR)            | 47.40     | 51.00     | 63.24     | 67.20     | 62.70     | 91.26     | 382.80 |
| 8     | Євген Кузнецов Микита Шлейхер   | Олімпійський комітет Росії (ROC) | 51.00     | 51.60     | 74.46     | 82.62     | 71.40     | 0.00      | 331.08 |